# Look Cycle
Look Cycle é uma empresa sediada em Nevers, no departamento francês de Nièvre, reconhecida principalmente pelo fabrico de quadros de carbono para bicicletas, acessórios de carbono, bicicletas montadas e pedais sem presilhas.
A Look foi fundada em 1951 por Jean Beyl.